# Ford Tempo
El Ford Tempo es un automóvil tipo cupé y sedán producido por Ford Motor Company entre los años 1984 y 1994. Fue una versión reducida del Ford Fairmont que introdujo el estilo "Jellybean", el cual, en 1986 se convirtió en el Ford Taurus. Fue reemplazado en 1994 por la plataforma mundial de automóviles y el Ford Contour. El Tempo formaba parte de una renovación, por parte de Ford, para ofrecer modelos más amigables con el medio ambiente y con un uso más eficiente de combustible. Los modelos de estilo más moderno fueron usados para competir con los importados. El modelo se vendió bien, su innovación, y diseño aerodinámico allanaron el camino para el más innovador Ford Taurus. Su gemelo, el Topaz, era una variante de mayor lujo que el Tempo, el cual se vendía a través de las divisiones de Ford Lincoln - Mercury.  El Mercury Topaz  se presentó en el mercado de México como Ford Ghia en versión V6 de 4 puertas, con transmisión automática de 3 velocidades y equipamiento eléctrico, y en la versión de 4 cilindros en línea, solo para el Modelo 1991, motores transversales de 110 caballos versión 4 cilindros OHV 2.3 y 135 caballos para la versión V6 OHV 3.0. Ambos fueron "Fuel injection", alcanzando un consumo de combustible de entre los 11 y los 13 kilómetros por litro. Tenían tracción delantera, y suspensión tipo McPherson independiente en las cuatro ruedas, sólo la versión canadiense tenía opción a All Wheel Drive.

## Primera generación

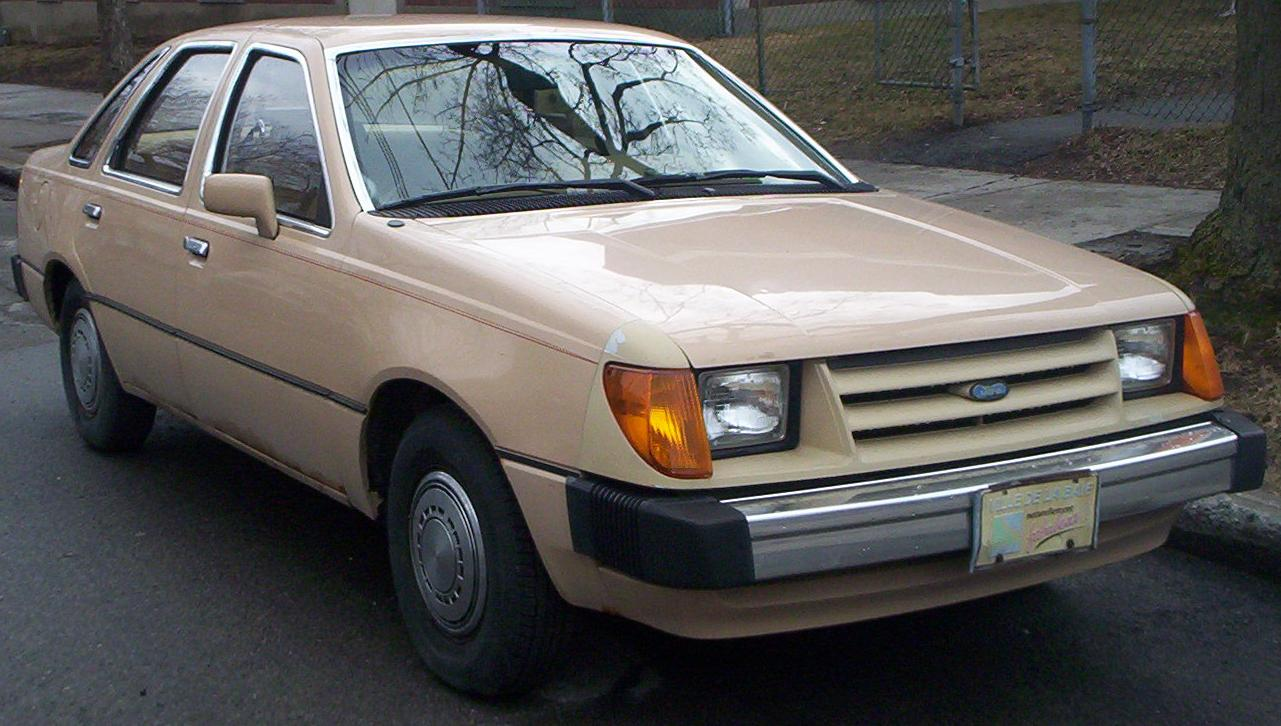
Pre- Restyling y Restyling

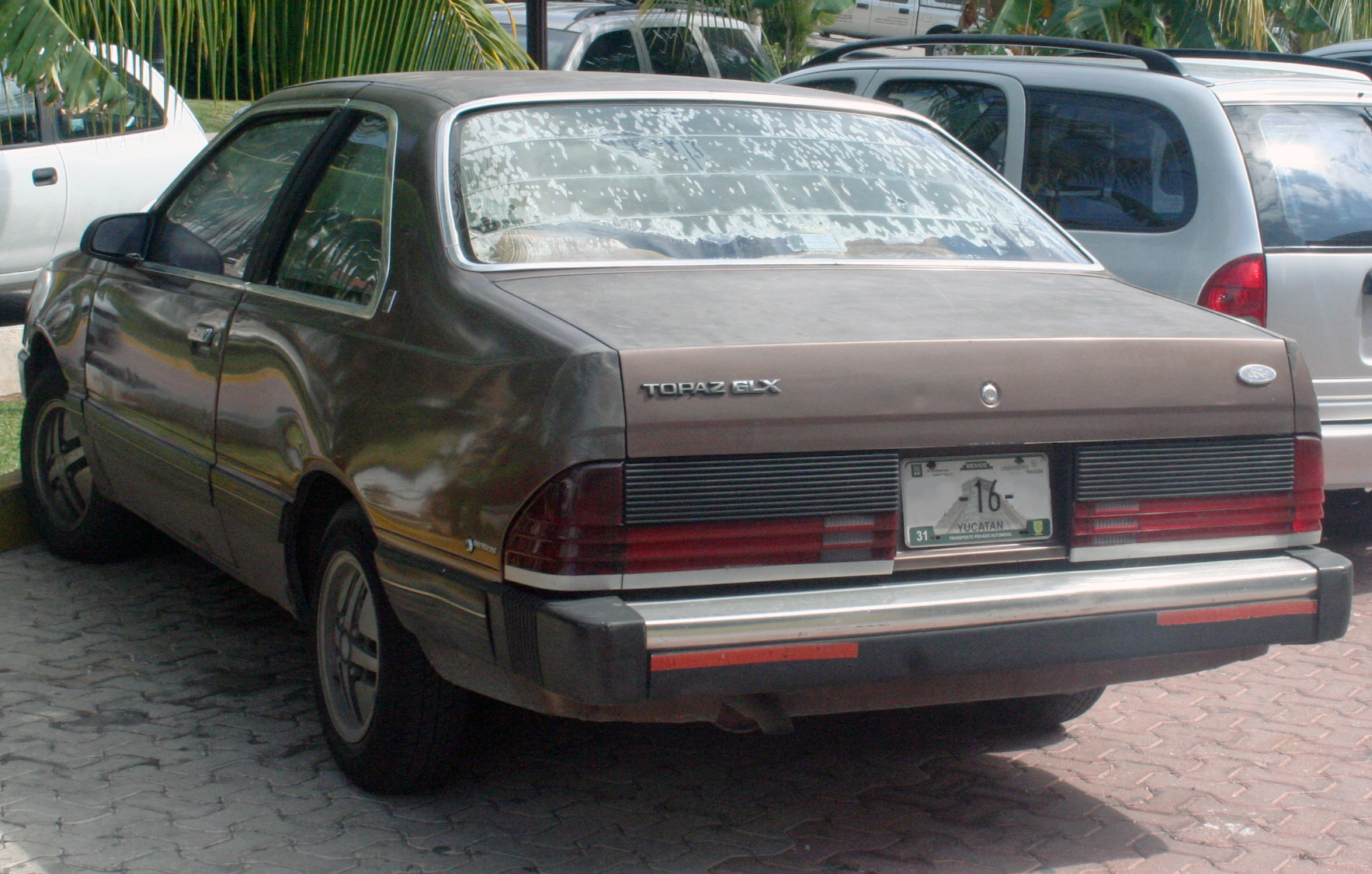
Vista trasera

El Tempo de la primera generación fue lanzado en 1983, y tuvo un fuerte contraste con el Fairmont al que reemplazó. Aunque era más corto que éste, igualó la longitud de un Chevrolet Cavalier en ese momento. Tanto la parte delantera (parabrisas) y la luneta trasera se fijaron con ángulos de 60°, y el maletero del coche se colocó más alto que las ventanas laterales para permitir el flujo de aire y buscar mayor eficiencia de combustible. El Tempo tenía una ventana trasera que en el modelo Topaz adquiere un diseño más formal. La parte delantera del coche tenía un conjunto de dos faros halógenos, sellados, empotrados en cromo "cubos" y la parrilla en medio de las luces contó con cuatro ranuras de diseño aerodinámico para facilitar un mayor flujo de aire en el compartimiento del motor y sobre el capó.

## Segunda generación
En el Tempo de segunda generación, lanzado en 1988, se produjeron varios cambios importantes en el diseño que le dieron un aspecto aún más similar al del Taurus (especialmente los tiradores de las puertas, pero solamente en la versión de cuatro puertas). En la parte delantera del coche, la parrilla diseñada nuevamente tenía tres bandas delgadas cromadas horizontales con un óvalo de Ford en el centro, con dos elegantes faros rectangulares a cada lado, empotrados con carcasas de nuevo diseño frontal.